# Alberto (YouTuber)

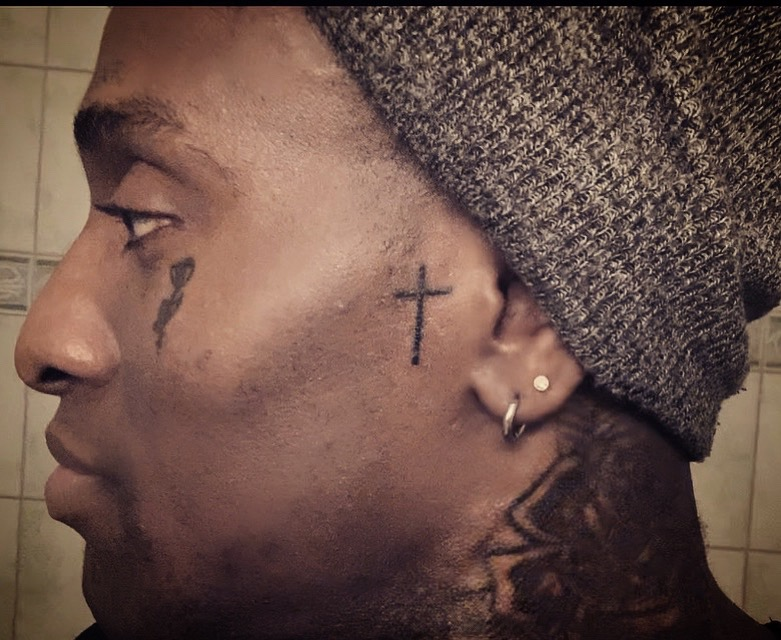
Alberto im Jahr 2020

Alberto (eigentlich Albert Martin Raheem Trovato, ehem. Albert Odonkor und Albert Bruhn, geb. als Calvin Odonkor; * 15. Juni 1984 in Farmersville, Texas, Vereinigte Staaten; anderen Quellen zufolge in Hamburg, Deutschland) ist ein deutsch-US-amerikanischer Beatboxer, YouTuber und American-Football-Spieler aus Hamburg.

## Leben
Zwischen seiner Geburt und dem dritten Lebensjahr kam er aus den USA nach Hamburg und später in ein dortiges Kinderheim. Dort wurde er wegen seines exotischen Namens in Albert Martin Raheem Odonkor umbenannt. Im Jahr 1990 wurde er von der Hamburger Pastoren-Familie Bruhn adoptiert. Mit 13 Jahren wurde er zwischenzeitlich „aus dem Haus geworfen“, weil er als Problemkind galt. Er hat das Abitur absolviert und begann nach seiner Schulzeit ein Studium.
Trovato spielt mehrere Instrumente und begann mit 19 Jahren zu rappen. Fast zeitgleich kam das Beatboxing hinzu. Er nahm an Beatboxwettbewerben teil und wurde 2004 und 2005 Deutscher Beatbox-Vizemeister bei der Beatbox Battle-Tour. Im Jahr 2007 war er Kandidat bei Das Supertalent und hatte danach Auftritte im deutschen Fernsehen und auf Messen (z. B. Cebit). Im Jahr 2009 drehte er auch einen TV-Spot zur Wahl des Deutschen Bundestages 2009.
In den Jahren von 2007 bis 2010 arbeitete Alberto als Beatboxtrainer in der Hip Hop Academy Hamburg, eine Einrichtung zur Förderung der Jugendlichen aus sozialen Brennpunkten. Er gab hierzu im Namen der Hip Hop Academy an Schulen in Problembezirken Beatboxunterricht. 2011 zog Trovato nach Los Angeles, um sein Studium in Sachen Film und Animation an der UCLA weiterzuführen. Er kehrte nach Beendigung des Studiums 2013 nach Hamburg zurück. Im Januar 2014 heiratete er die TV-Detektivin Sharon Trovato (Die Trovatos – Detektive decken auf), diese Ehe wurde aber nur ein halbes Jahr später geschieden. Die standesamtliche Hochzeit fand in Mönchengladbach, der Heimat von Sharon Trovato, statt.
Im April 2014 hatte Trovato seinen ersten Titelkampf in der Kampfsportart Mixed Martial Arts in Koblenz, den er nach 30 Sekunden gewann. Im Mai 2014 startete er eine eigene Party-Reihe namens Al’s Party, um in Deutschland Talente vorzustellen. Seit 2017 betreibt Alberto ehrenamtlich mit Jugendlichen Kampfsport, um ihnen eine Perspektive zu geben und dabei zu helfen, ihre Freizeit sinnvoll zu nutzen. 2021 begann er seine American-Football-Karriere bei den Langenfeld Longhorns als Offensive Lineman.
Am 10. Oktober 2014 erschien sein Buch Die Wahrheit über Alberto.
Alberto ist mehrfacher Vater.

## YouTube-Karriere
Albertos Karriere auf YouTube begann im August 2006. Seit seinem Auftritt bei Das Supertalent lud er regelmäßig sowohl Beatbox-Videos seiner eigenen Auftritte als auch Lehrvideos für seine Abonnenten hoch, was zu seinem Durchbruch führte. Im Jahr 2010 führte er zusammen mit seinem engen Freund Cheng die YouTube-Show I bet you will not... ein, die auf große Beliebtheit stieß und maßgeblich ausschlaggebend dafür war, dass Alberto bis heute einer der meistabonnierten YouTuber Deutschlands ist. 2011 musste die Serie jedoch aus privaten Gründen seitens Cheng eingestellt werden.
Kurz nach dem Aus von I bet you will not... entwickelte Alberto ein neues Konzept unter dem Namen Al, Bert und O. In dieser Serie tauchen die drei fiktiven Charaktere „Al“, „Bert“ und „O“ auf und führen eine Diskussion zu Zuschauerfragen. Dabei spielt Alberto in verschiedener Verkleidung alle drei Rollen und fügt durch verschiedene Sprach- und Artikulationsweisen jedem Charakter ein eigenes Ego hinzu. Laut eigener Aussage versucht er aber am Ende des Videos zu einer ernsthaften eigenen Aussage zu dem jeweiligen Thema zu kommen. Jeder der drei Charaktere hat auch seine eigene Sendung; „O“ taucht in O's Ghettotipps auf und gibt dort Tipps zu verschiedenen jugendrelevanten Themen. „Bert“ ist Hauptdarsteller in Familie Bert, einer Serie, in der kurze Sketche aus dem Leben des hochintelligenten Bert und seiner Familie gezeigt werden. Die Rolle von sich selbst, Al, verkörpert Alberto in Hey Al, einer Sendung, in der er Zuschauerfragen an oder über sich beantwortet und zudem kurze Szenen aus seinem aktuellen Leben satirisch darstellt.
Alberto führte zudem 2011 den Nebenkanal „playalbertoson“ ein, auf dem er, da er sehr intensiv Call of Duty spielt, Videos über das Spiel hochlädt. In den Videos erklärt er Taktiken oder veranstaltet Gewinnspiele, in denen die Zuschauer raten müssen, ob Alberto eine gezeigte Spielsequenz gewinnt oder nicht. Die User geben Tipps in den Kommentaren ab, zu gewinnen gibt es T-Shirts. Ende Oktober/Anfang November 2015 gab Trovato bekannt, seinen Kanal „albertoson“ nicht mehr fortzuführen.
Am 27. Januar 2019 veröffentlichte Alberto ein neues Video seiner Reihe Jetzt frage ich und meldete sich damit nach fast vier Jahren auf YouTube zurück. Nach der Veröffentlichung mehrerer Videos auf beiden Kanälen wurden diese 2020 wieder inaktiv.

## American Football
Alberto spielt seit 2021 American Football als Offensive Lineman. Zunächst begann er bei den Langenfeld Longhorns in der German Football League 2 zu spielen. Mit Beginn der ersten Saison der neu gegründeten European League of Football (ELF) wechselte er zu den Cologne Centurions, mit denen er es bis in das Halbfinale der Play-offs schaffte.
In der Offseason wurde er als Neuverpflichtung von Rhein Fire in der ELF vorgestellt, verließ die Mannschaft allerdings noch vor Saisonbeginn und ging zurück zu den Langenfeld Longhorns. Das Team beendete die GFL2 Saison auf dem 2. Gruppenplatz und verpasste damit den Aufstieg.
Vor Beginn der Saison 2023 wurde Alberto erneut von den Cologne Centurions verpflichtet. Für die Saison 2023 war eine weitere Spielzeit bei den Cologne Centurions geplant, doch der Weg führte ihn nach Braunschweig und zu den New Yorker Lions.